# Англо-испанская война (1796—1802)
Англо-испанская война 1796—1802 годов (исп. Guerra anglo-española (1796-1802)) — военный конфликт, проходивший одновременно с Французскими революционными войнами.
Во время Войны первой коалиции Испания воевала против революционной Франции и была побеждена, и в 1795 году был подписан Базельский мир, по которому Испания уступила Франции свою часть острова Эспаньола. 
В 1796 году возглавлявший испанское правительство Мануэль Годой оказался перед выбором: продолжать сражаться против Франции, или перейти на французскую сторону и надеяться на лучшее. Он выбрал последнее, и в 1796 году Франция и Испания подписали в Сан-Ильдефонсо договор о союзе. В договоре обе страны согласились начать совместную политику против Великобритании и оказывать друг другу военную помощь в случае, если одна из сторон об этом попросит. Испания обязалась поддержать Францию в войне, а Франция за это обязалась поддержать претензии Карла IV на управление итальянским Пармским герцогством.
Тем же летом Испания и Франция отправили совместный флот из двадцати кораблей из Кадиса в Ньюфаундленд, где они захватили британские корабли и опустошили места промысла. 
В ответ Великобритания в 1797 году блокировала испанское побережье и прервала связь испанских колоний с метрополией. В Карибское море была отправлена эскадра с целью вторжения на острова Тринидад и Пуэрто-Рико. Остров Тринидад подвергся вторжению, но Пуэрто-Рико оказало сопротивление нападению. В этом же году испанцы проиграли сражение при Сент-Винсенте, и к концу 1798 года англичане заняли Менорку, однако не смогли высадиться на Канарских островах.
Несколько боёв также произошло у побережья Пиренейского полуострова: в Кадисе, Картахене, Гибралтаре, Брионе и Альхесирасе.
В 1801 году Испания и Франция вступили в войну против Португалии в так называемой Апельсиновой войне, которая закончилась победой Испании.

## Результаты
В марте 1802 года был подписан Амьенский мир между Францией, Испанией и Батавской республикой, с одной стороны, и Великобританией — с другой. Мир между Францией и Великобританией был нарушен в мае 1803 года. Хотя Испания пыталась сохранить нейтралитет, она наконец объявила войну в декабре 1804 года после нападения Великобритании на её флот без предварительного объявления войны.